# St. Valentinus (Kiedrich)

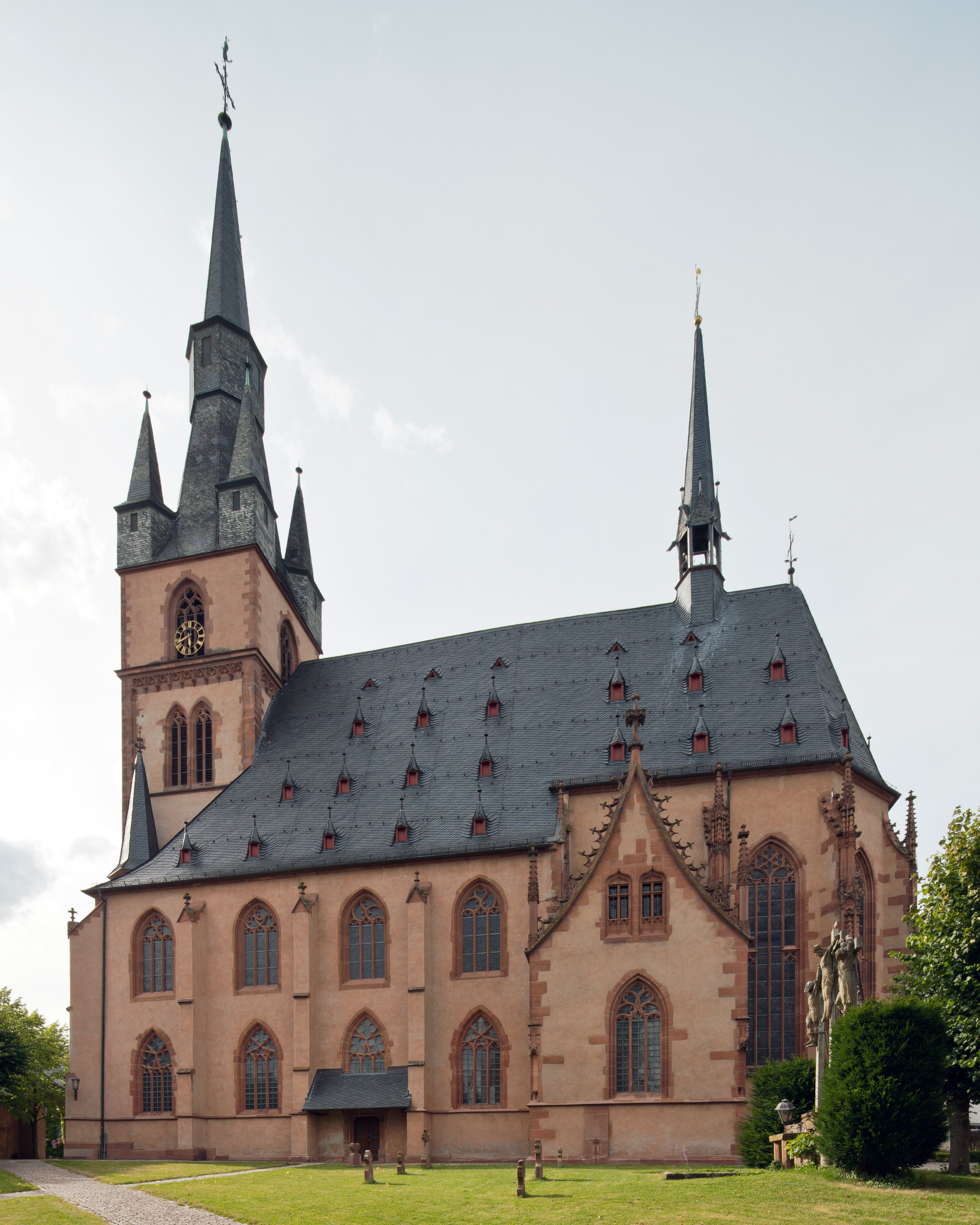
Pfarrkirche St. Valentinus und Dionysius

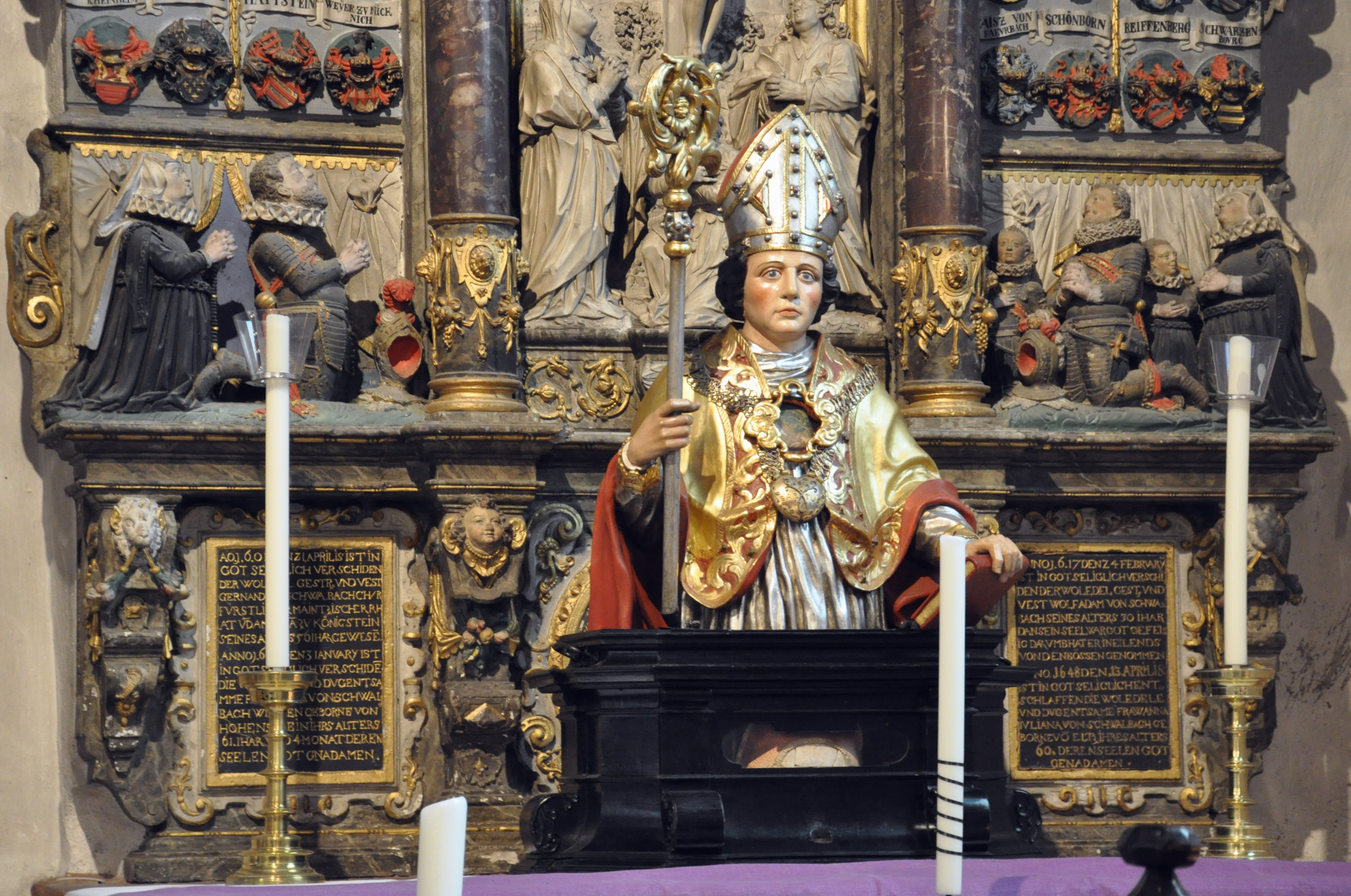
Valentinsreliquiar von 1620

St. Valentinus und Dionysius in Kiedrich im Rheingau (Hessen) ist eine denkmalgeschützte katholische Basilica minor. Die spätgotische dreischiffige Basilika bildet mit ihrer weitgehend erhaltenen Kirchenausstattung eine stilistische Einheit von überregionaler Bedeutung. Die ehemalige Pfarrkirche St. Valentinus und Dionysius ist seit 2016 eine Filialkirche der Pfarrei St. Peter und Paul Rheingau, einer Pfarrei neuen Typs.

## Geschichte

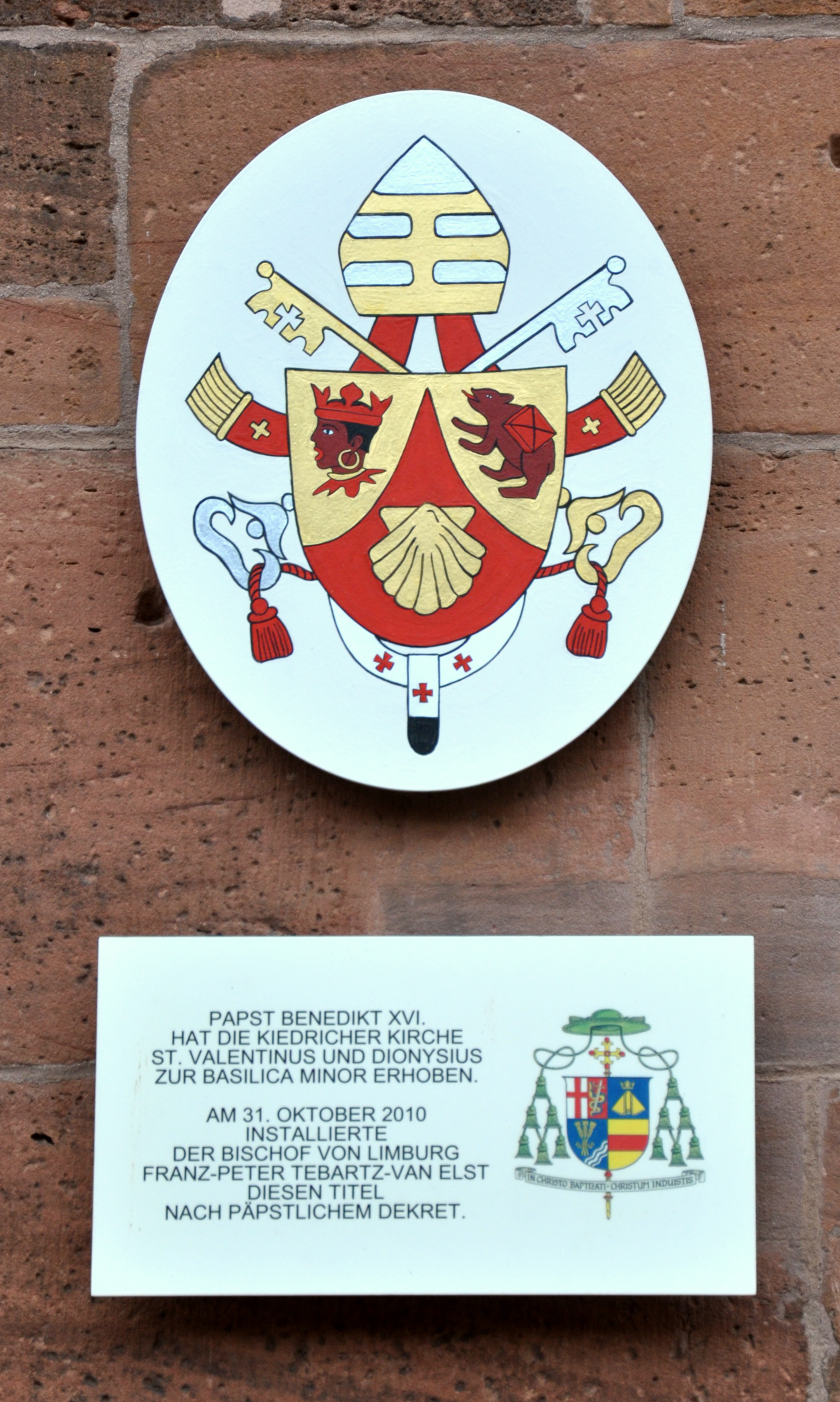
Hinweis auf die Erhebung zur Basilica minor

Die große ehemalige Pfarrkirche stammt im Wesentlichen aus der Zeit Ende 15./Anfang 16. Jahrhundert, wobei die Seitenschiffe der Kirche aus 1380 datieren. Sehenswert ist die ungewöhnlich vollständige Innenausstattung der Gotik: Das Volksgestühl (Laiengestühl) mit der Gerechtigkeitsspirale wurde 1510 von Erhart Falckener im spätgotischen Stil geschaffen. Erhalten sind 81 Bankwangen und 23 Brüstungen. Weiter erhalten sind die Kiedricher Madonna (um 1350), gotische Altäre wie der Johannesaltar mit Figuren des sogenannten Meisters mit dem Brustlatz (um 1500), Skulpturen und Paramente. Der Hochaltar von 1619 ist Grabaltar des Caspar zu Elz-Langenau (* um 1548; † 20. Januar 1619 in Kiedrich), eines der Grafen zu Eltz.
Eine Besonderheit im Inneren ist der Lettner zwischen Langhaus und Chor. Nach dem Konzil von Trient wurde in den meisten katholischen Kirchen diese Barriere vollständig entfernt oder an eine andere Stelle versetzt. Zwar wurde auch in Kiedrich der Lettner nach 1682 abgebrochen, aber Mitte des 19. Jahrhunderts auf Initiative von John Sutton, wenn auch etwas weniger schlank wirkend als das Original, wieder rekonstruiert.
Die spätgotische St.-Michaels-Kapelle mit Beinhaus (Karner) steht auf dem Kirchhof in unmittelbarer Nachbarschaft der Kirche.
Bezahlt wurde der Kirchenbau aus Spenden der Pilger, die eine Wallfahrt zu den Reliquien des heiligen Valentin unternahmen. Um 1350 gelangten diese Reliquien aus der benachbarten Zisterzienserabtei Kloster Eberbach nach Kiedrich. Hier werden Knochenfragmente aus Schädel und Wirbelsäule bis heute aufbewahrt und alljährlich von Wallfahrern besucht. Der Hl. Valentin (Patronatstag: 14. Februar, „Valentinstag“) ist Schutzpatron der „fallend Kranken“ (Epileptiker) und der Liebenden.
Am 29. Juni 2010 wurde bekanntgegeben, dass Papst Benedikt XVI. die Pfarrkirche zur Basilica minor erhoben hat.
Seit dem 1. Januar 2016 bildet St. Valentinus in Kiedrich zusammen mit St. Peter und Paul in Eltville, St. Markus in Erbach und St. Vincentius in Hattenheim den Gemeindeverband „Pastoraler Raum Eltville“.

## Sanierung der Kirche

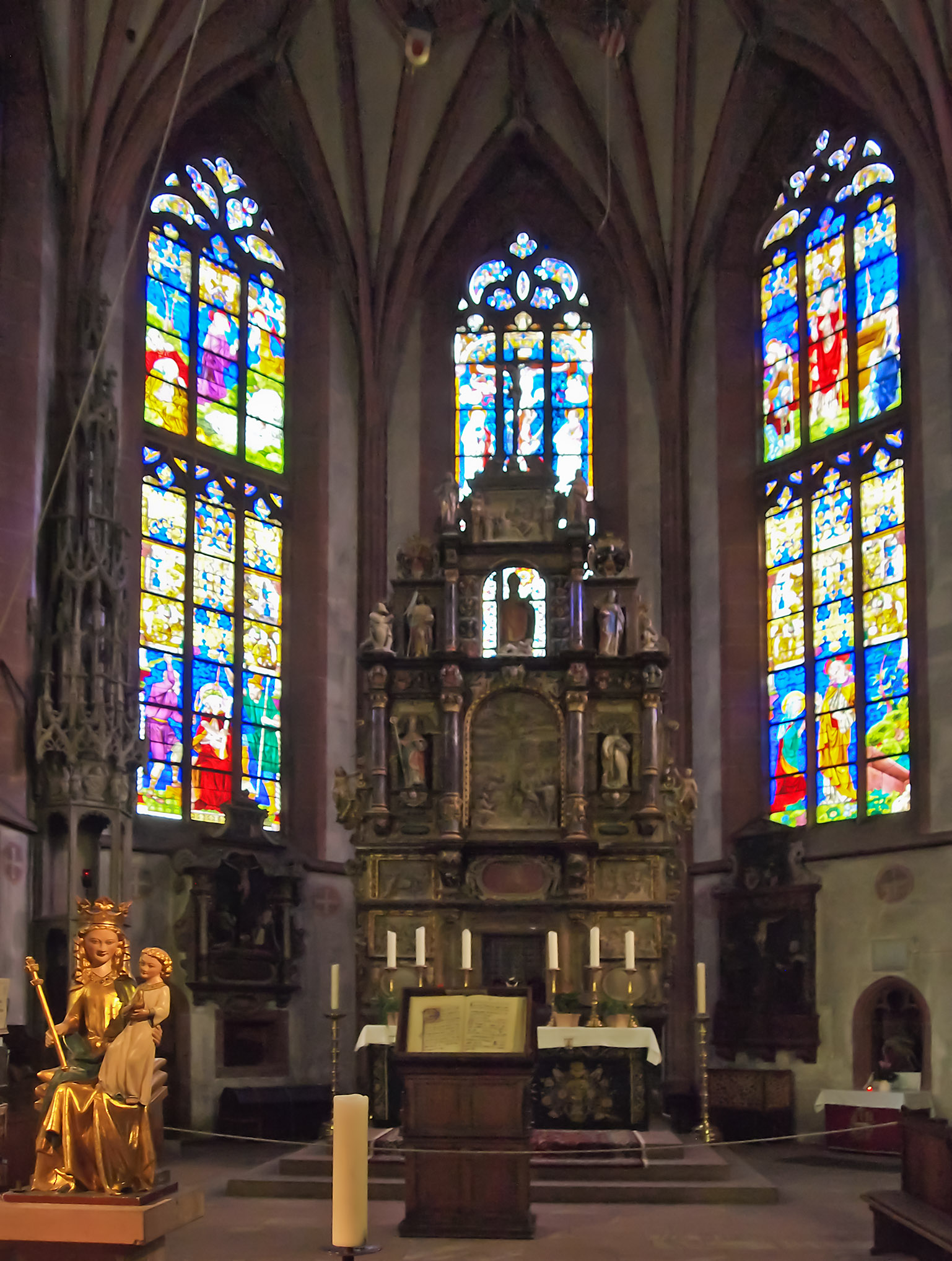
Chor mit Hochaltar

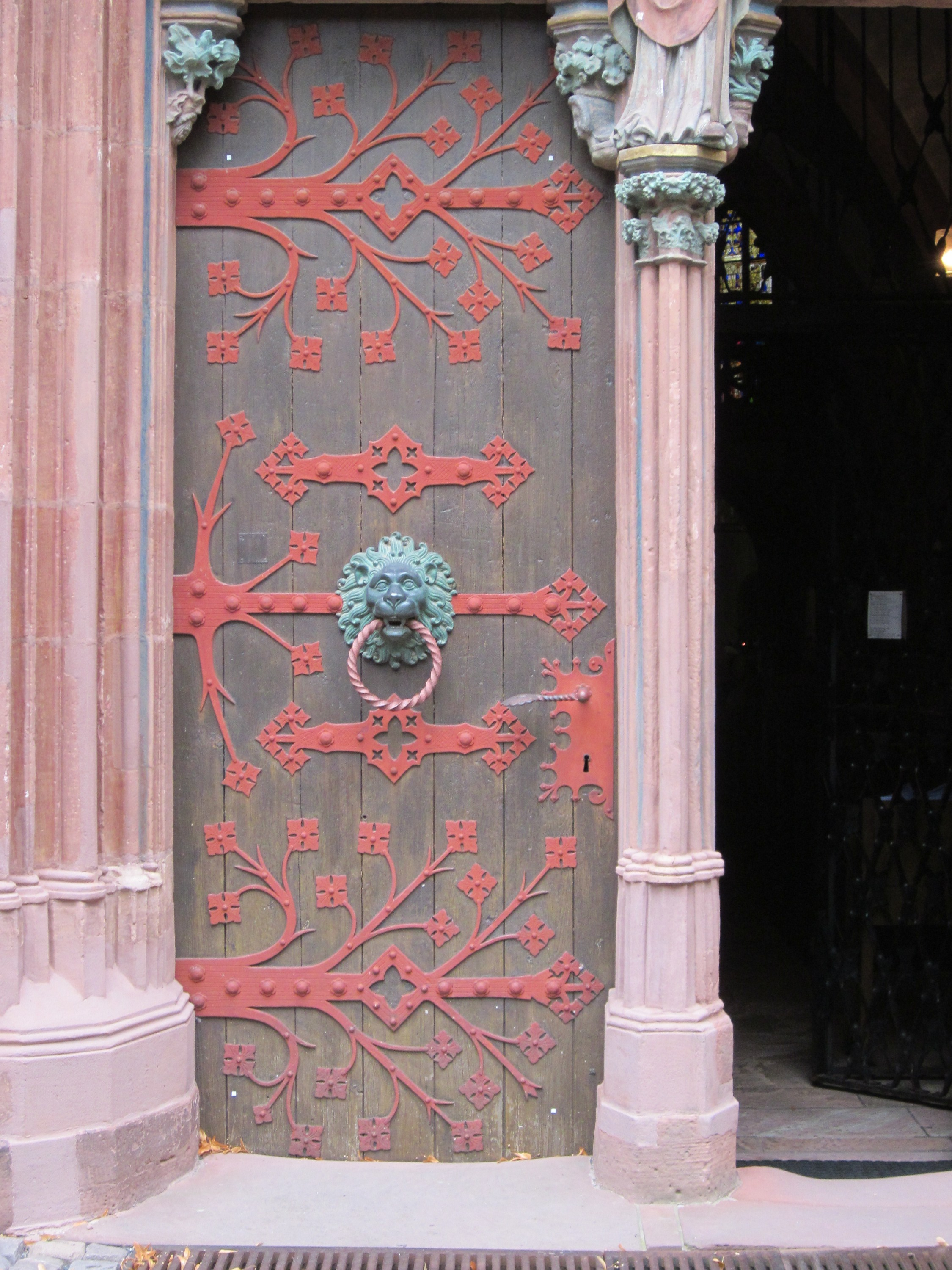
Die Türstürze des Westportals zeigen eine Blattmaske mit bärtigem Männerkopf und eine Frauenbüste mit Kruseler

Im Herbst 2012 wurde eine umfangreiche Sanierung der Kirche sowohl im Innenraum als auch im Außenbereich begonnen, die bis zum Jahre 2018 andauerte. Im November 2014 waren die Arbeiten an der Raumschale, im Chorraum, an den dortigen Glasfenstern einschließlich einer Schutzverglasung abgeschlossen, sodass die Kirche wiedereröffnet werden konnte. Es folgten Arbeiten an der Orgel, die ausgebaut, grundlegend gereinigt, überholt und neu gestimmt wurde. Weitere Arbeitsabschnitte betrafen den restlichen Innenraum der Kirche und seine Ausstattung wie den Hochaltar, die Kreuzigungsgruppe, die Figuren, Bilder und das Gestühl. Seit Oktober 2014 werden Sanierungsarbeiten an der Michaelskapelle und dem Umfeld der Kirche einschließlich der Umfassungsmauer durchgeführt.

## Kiedricher Chorbuben
Der liturgische lateinische Choralgesang wird im Gottesdienst gepflegt, seit 1333 urkundlich in einer Sonderform des Mainzer Chorals im germanischen Dialekt. Die Kiedricher Chorbuben singen jeden Sonntag im Choralhochamt, außer in den Sommerferien.
Der Countertenor Andreas Scholl, ein international erfolgreicher Opern- und Konzertsänger, stammt aus Kiedrich und begann als Chorknabe bei den Chorbuben. 2010 nahm er eine CD mit Liedern von Oswald von Wolkenstein in der Pfarrkirche St. Valentinus auf. Seine Schwester Elisabeth Scholl – ebenfalls eine erfolgreiche Sängerin – war das erste Mädchen, das in der Schola zugelassen wurde.

## Orgel

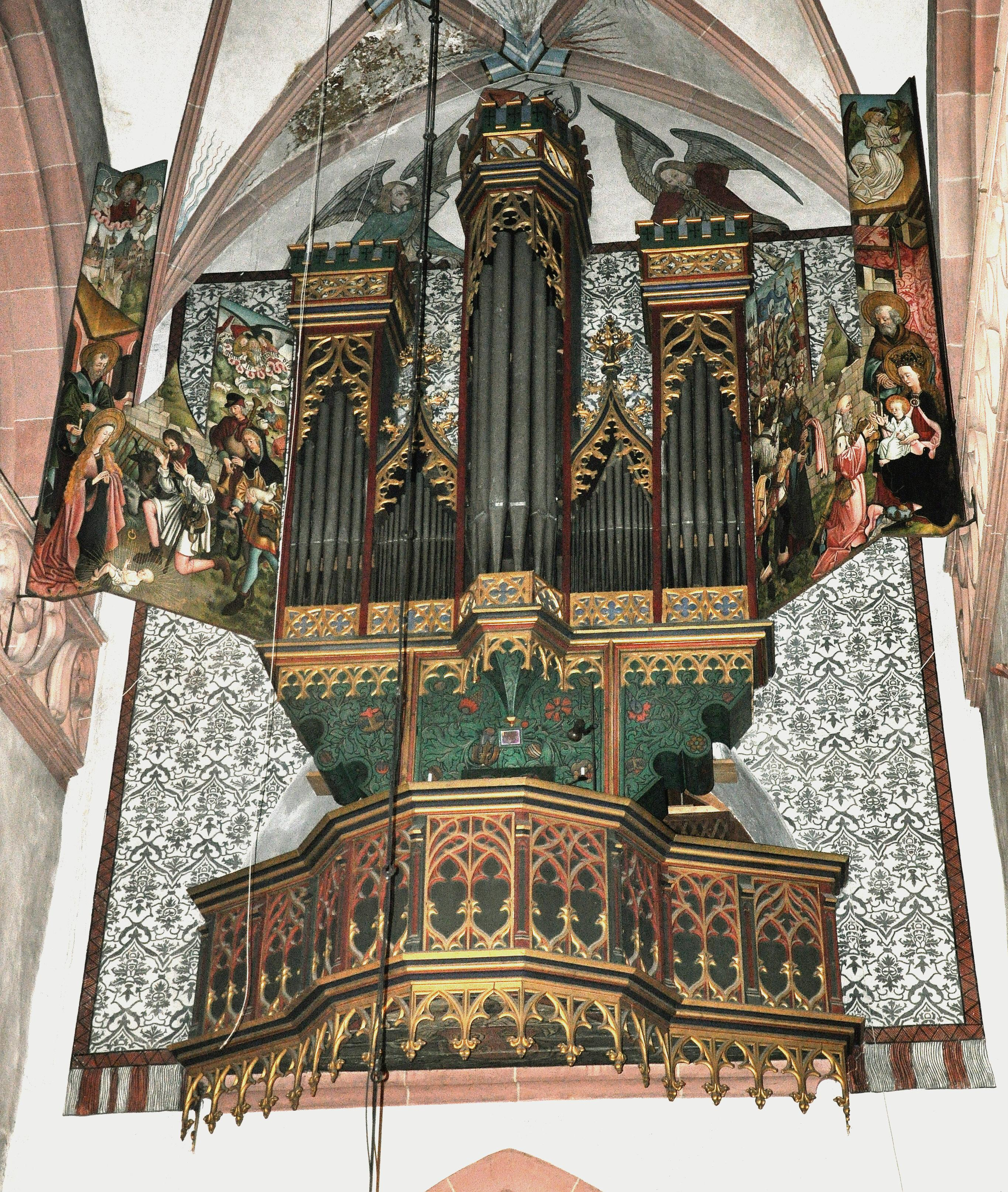
Spätgotische Orgel mit Flügeltüren

Die Orgel zählt zusammen mit den Instrumenten in Sion, Ostönnen, Rysum und Bologna zu den ältesten spielbaren Orgeln der Welt, wurde im Laufe der Jahrhunderte aber mehrfach umgebaut. Sie ist die älteste spielbare Orgel in Hessen. Gegenwärtig erlaubt die Quellenlage keine sicheren Angaben über die komplexe Baugeschichte und die Datierung der einzelnen Teile, sondern stützt sich neben einigen Archivalien zum großen Teil auf die Forschungen von Pfarrer Zaun, der am 1. Januar 1869 nach Kiedrich versetzt wurde. Zaun nahm ein älteres Orgelwerk um 1380 an, als die ursprüngliche Kirche errichtet wurde. Auch seien im Jahr 1875 die ältesten Pfeifen aus der Orgel entfernt und aufbewahrt worden, „welche wie Glas zerbrechen, und durch die Jahreszahl 1313 als die ältesten der Orgel erkannt worden sind“. Diese Vermutungen konnten nicht bestätigt werden und sind wenig wahrscheinlich. Erst die Vergrößerung des westlichsten Jochs im Jahr 1491 bot den Raum für das heutige Orgelwerk.
Um 1500 wurde das Werk von einem unbekannten Orgelbauer als Schwalbennestorgel an der Westwand angefertigt, wahrscheinlich zunächst als einmanualiges Werk. Johannes Wendel Kirchner erneuerte im Jahr 1652/53 die Windlade und in diesem Zuge wahrscheinlich auch (zumindest teilweise) das Pfeifenwerk. 1673 lehnte Kirchner es ab, sich zum Gemeindebürgermeister wählen lassen, und bevorzugte es, weitere Arbeiten an der Orgel durchzuführen. Möglicherweise wurde zu dieser Zeit ein Positiv auf einem zweiten Manual angebaut, dessen Gehäuse aber nicht erhalten ist. Für 1686 und 1692 sind Reparaturen bezeugt. Elias Salvianer renovierte 1710 die Orgel umfassend. Im Vertrag wird erstmals eine Disposition der Orgel überliefert, die damals acht Stimmen im „obern Orgelwerk“ und sechs im „Ruck Possitiv“ anführt. Ein eigenständiges Pedalwerk war offensichtlich nicht vorhanden; es wurde nach den Aufzeichnungen von Zaun im Jahr 1722 ergänzt. Fünf Reparaturen fanden zwischen 1715 und 1745 statt. Das Äußere der Orgel wurde im Jahr 1760 durch Schnitzwerk und einen Anstrich in Marmor-Imitation barockisiert und eine Sängerempore vorgebaut, auf dem das Positiv seinen neuen Standort fand. Allein für den Zeitraum von 1768 bis 1806 sind über zehn Reparaturen belegt. Spätestens ab 1790 war das Instrument unspielbar. Verschiedene Neubaupläne konnten aus Geldmangel nicht umgesetzt werden.
Der englische Baronet Sir John Sutton war als Liebhaber alter Orgeln um den Erhalt der wenigen originalen Reste der Kiedricher Orgel bemüht. Er finanzierte die Renovierung des erhaltenswerten Bestandes und die Rekonstruktion der verlorenen Teile. 1858 begannen die ersten Arbeiten in historisierender Form, die 1860 abgeschlossen wurden und sehr schlecht dokumentiert sind. Der belgische Orgelbauer August Hooghuys aus Brügge führte im Auftrag Suttons die Arbeiten durch. Das aus der Barockzeit stammende Positiv und Pedal wurden hinter der Orgel im Turm aufgestellt und das mutmaßliche spätgotische Aussehen wiederhergestellt, die Disposition eingreifend verändert und eine gleichstufige Stimmung angelegt. Register aus dem Altbestand überarbeitete Hooghuys und stellte sie neu zusammen. Die alte Struktur des Hauptwerkgehäuses blieb erhalten und wurde renoviert, während das hölzerne Zierwerk zum größten Teil neu geschaffen wurde, so die neugotischen Kreuzblumen über den Pfeifenzwischenfeldern. Rekonstruiert wurden auch die Zwickel unter den seitlichen Pfeifentürmen, die Flügeltüren samt Bemalung sowie die gesamte neugotische Vorbühne. Das neue Pedalwerk integrierte teils ältere Pfeifen, die in der Bauweise und der Gravur der Tonbuchstaben zum Teil denen von Georg und Peter Geißel, den Lehrmeistern von Kirchner, ähneln. Andere Pfeifen weisen auf das 18. Jahrhundert. Der größte Teil stammt von Hooghuys aus dem 19. Jahrhundert. 1875 wurde ein Pedalregister ersetzt, 1970/71 bei einer Renovierung weiter in die Originalsubstanz eingegriffen.
Erhalten sind Teile der gotischen Vorderfront, das mindestens fünf verschiedene, sich überlagernde farbliche Fassungen aufweist. Wahrscheinlich sind auch die Flügeltüren noch original. Die Metallpfeifen lassen sich hinsichtlich Material und Machart zehn verschiedenen Gruppen zuordnen. Die eiserne Registertraktur und die Windlade des Hauptwerks stammen von 1653. 1860 wurde die 16 Tasten umfassende Pedalklaviatur geschaffen und die kurze Oktave im Manual durch den Einbau einer verkürzten, gebrauchten Klaviatur eingerichtet. Die Anlage des Positivs und die Registertraktur des Pedals stammen ebenfalls von Hooghuys.
In den Jahren 1985 bis 1987 wurde sie durch die Werkstatt Kuhn auf den letzten Denkmalzustand von 1860 restauriert. Die Spieltraktur des Hauptwerks und die gesamte Windanlage wurden auf den Zustand von 1653 rekonstruiert und eine modifizierte mitteltönige Stimmung angewandt. Das wertvolle Instrument vereint mithin spätgotische und neugotische Elemente zu einem harmonischen Ganzen und verfügt heute über folgende Disposition:
| I Positiv CDEFGA–c3 |       |
| Gedackt             | 8′    |
| Principal           | 4′    |
| Flöte               | 4′    |
| Waldflöte           | 2′    |
| Quinte              | 1 ⁄3′ |
| Superoctave         | 1′    |

| II Hauptwerk CDEFGA–c3 |       |
| Großgedackt            | 16′   |
| Principal              | 8′    |
| Octave                 | 4′    |
| Flötengedackt          | 4′    |
| Quinte                 | 2 ⁄3′ |
| Octave                 | 2′    |
| Mixtur IV              | 1 ⁄3′ |
| Cymbel II              | 1⁄2′  |

| Pedal CD–e0    |         |
| Subbaß         | 16′     |
| Principal      | 8′      |
| Doppelquinte   | 5 1⁄3′  |
| Octave         | 4′      |
| Quinte         | 2 ⁄3′   |
| Superoctave II | 2′ + 1′ |
| Mixtur IV      | 2′      |

- Koppeln: II/I (Schiebekoppel)
- Nebenregister: Kanaltremulant Hauptwerk, Windablass, Kalkantenglocke

## Grabmale
Die Kirche diente auch als Begräbnisstätte. So wurde 1601 der Königsteiner Oberamtmann Gernand von Schwalbach in der Kirche beerdigt. Bis 1962 befand sich dort auch die Grabplatte des Ritters Conrad Breder von Hohenstein († 1505 in Kiedrich), dem Vater von Werner Breder von Hohenstein († 1531), Abt des pfälzischen Klosters Limburg. Heute steht sie im Außenbereich (Kirchhofsmauer).

## Glocken
Das Glockengeläute von St. Valentinus besteht aus vier historischen Glocken, die beide Weltkriege, unbeschadet überstanden haben. Die jüngste Glocke stammt aus dem Jahr 1868 und ist ein Umguss einer gesprungenen, älteren Glocke. Zwei Glocken wurden 1513 und eine sogar schon 1389 gegossen. Im Dachreiter befindet sich noch ein nicht zum Turmgeläute gehörendes Glöckchen.
Geläutedisposition: c′ – d′ – e′ – f′
| Glocke | Name                | Masse    | Durchmesser | Schlagton (16tel) | Gussjahr | Glockengießer                  | Bemerkung                                                                                  |
| ------ | ------------------- | -------- | ----------- | ----------------- | -------- | ------------------------------ | ------------------------------------------------------------------------------------------ |
| 1      | Osanna              | 3.300 kg | 1.715 mm    | c1-5              | 1513     | Meister Hans zu Frankfurt      | Auch als „Große Glocke“ bezeichnet                                                         |
| 2      | Mittagsglocke       | 2.755 kg | 1.529 mm    | d1-3              | 1868     | Master Hooghuis von Brugge     | Auch als „Drei-Uhr-Glocke“ bezeichnet                                                      |
| 3      | Maria               | 1.340 kg | 1.298 mm    | e1-7              | 1513     | Meister Hans zu Frankfurt      | Auch als „Messglocke“ oder „11-Uhr-Glocke“ bezeichnet                                      |
| 4      | Ave Maria           | 1.600 kg | 1.370 mm    | f1-13             | 1389     | eventuell Johann von Frankfurt | Auch als „Gemeindeglocke“ bezeichnet                                                       |
| 5      | Dachreiterglöckchen |          |             | d3                |          |                                | Diese Glocke gehört nicht zum Turmgeläute, sie kann per Seil vom Chor aus geläutet werden. |

## Kreuzweg im Kirchhof
Der Grundriss des Kirchhofes und die Platzierung der 14 Stationen des Kreuzweges ist im WP-Artikel zur Michaeliskapelle (Kiedrich) zu sehen. Die Darstellung der Kreuzwegstationen ist einfarbig weiß und figürlich vor reliefartig geformtem Hintergrund. Die Kreuzwegstationen in der Folge von 1 (Jesus wird zum Tode verurteilt) bis 14 (Grablegung Jesu) sind im Uhrzeigersinn (= nach rechts) angeordnet, während die Bewegungsrichtung innerhalb der Stationen 3 bis 11 gegen den Uhrzeigersinn (= nach links) gerichtet ist. Entgegen der gewohnten Ikonographie ist die Bewegungsrichtung des kreuztragenden Jesus und seiner begleitenden „Schergen“ weg von der Schädelstätte Golgotha.

## Einzelbelege
1. ↑  Bettina Vaupel: Für alle Sinne. Die herausragende Ausstattung von St. Valentinus in Kiedrich. In: Monumente. Februar 2017.
2. ↑  Die Madonna kommt der Gemeinde näher. In: Frankfurter Allgemeine Zeitung vom 25. Oktober 2014, S. 48.
3. ↑  Wiesbadener Kurier vom 3. November 2018: Ein Glücksfall für die Gemeinde, abgerufen am 14. November 2021.
4. ↑  Frankfurter Rundschau vom 16. August 2006: Älteste spielbare gotische Orgel Hessens, abgerufen am 14. November 2021.
5. 1 2  Franz Bösken, Hermann Fischer, Matthias Thömmes: Quellen und Forschungen zur Orgelgeschichte des Mittelrheins (= Beiträge zur Mittelrheinischen Musikgeschichte. 7,1). Bd. 2: Das Gebiet des ehemaligen Regierungsbezirks Wiesbaden. Teil 1: A–K. Schott, Mainz 1975, ISBN 3-7957-1307-2, S. 494.
6. ↑  Zitiert nach Franz Bösken, Hermann Fischer, Matthias Thömmes: Quellen und Forschungen zur Orgelgeschichte des Mittelrheins (= Beiträge zur Mittelrheinischen Musikgeschichte. 7,1). Bd. 2: Das Gebiet des ehemaligen Regierungsbezirks Wiesbaden. Teil 1: A–K. Schott, Mainz 1975, ISBN 3-7957-1307-2, S. 494.
7. 1 2  Orgelbau Kuhn: Kiedrich (Rheingau), abgerufen am 14. November 2021.
8. ↑  Franz Bösken, Hermann Fischer, Matthias Thömmes: Quellen und Forschungen zur Orgelgeschichte des Mittelrheins (= Beiträge zur Mittelrheinischen Musikgeschichte. 7,1). Bd. 2: Das Gebiet des ehemaligen Regierungsbezirks Wiesbaden. Teil 1: A–K. Schott, Mainz 1975, ISBN 3-7957-1307-2, S. 495.
9. ↑  Franz Bösken, Hermann Fischer, Matthias Thömmes: Quellen und Forschungen zur Orgelgeschichte des Mittelrheins (= Beiträge zur Mittelrheinischen Musikgeschichte. 7,1). Bd. 2: Das Gebiet des ehemaligen Regierungsbezirks Wiesbaden. Teil 1: A–K. Schott, Mainz 1975, ISBN 3-7957-1307-2, S. 498 f.
10. ↑  Franz Bösken, Hermann Fischer, Matthias Thömmes: Quellen und Forschungen zur Orgelgeschichte des Mittelrheins (= Beiträge zur Mittelrheinischen Musikgeschichte. 7,1). Bd. 2: Das Gebiet des ehemaligen Regierungsbezirks Wiesbaden. Teil 1: A–K. Schott, Mainz 1975, ISBN 3-7957-1307-2, S. 505 f.
11. ↑  Friedrich Jakob: Die Orgel der Pfarrkirche St. Valentin und Dionysus zu Kiedrich im Rheingau. Verlag Orgelbau Kuhn, Männedorf 1989, S. 31.
12. ↑  Friedrich Jakob: Die Orgel der Pfarrkirche St. Valentin und Dionysus zu Kiedrich im Rheingau. Verlag Orgelbau Kuhn, Männedorf 1989, S. 72 f.
13. ↑  Friedrich Jakob: Die Orgel der Pfarrkirche St. Valentin und Dionysus zu Kiedrich im Rheingau. Verlag Orgelbau Kuhn, Männedorf 1989, S. 65 f.
14. ↑  „Gernand von Schwalbach und Frau Anna von Hohenstein 1601 / 1606, Kiedrich“. Grabdenkmäler in Hessen bis 1650. (Stand: 26. März 2006). In: Landesgeschichtliches Informationssystem Hessen (LAGIS).
15. ↑  Georg Joseph Kleiser: The history of the families Kleiser, Broder, Henneberg. 1987, S. 122, (Ausschnittscan).
16. ↑  Yvonne Monsees: Die Inschriften des Rheingau-Taunus-Kreises. 1997, ISBN 3-88226-969-3, S. 285, (Ausschnittscan).
17. ↑  Youtube, Kiedrich St. Valentinus Zeichenläuten

Koordinaten: 50° 2′ 28,2″ N, 8° 5′ 5″ O